# رؤساء ملائكة

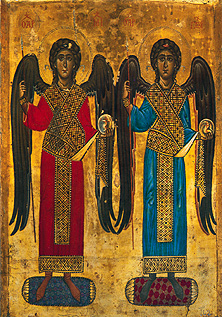
أيقونة أرثوذكسية في سانت كاترين, تُصوّر رؤساء الملائكة ميخائيل وجبرائيل. جنبا إلى جنب مع رافائيل، فإن الملائكة الثلاثة يعتبرون كرؤساء ملائكة في اليهودية والمسيحية والإسلام

رؤساء الملائكة هم في بعض الأديان ملائكة مع دور فريد. ويمكن العثور عليها في العديد من التقاليد الدينية مثل المسيحية والإسلام واليهودية والزرادشتية. يختلف عددهم في مختلف الأديان من ثلاثة إلى أربعة أو سبعة. في الكنيسة الكاثوليكية يحتفل بهم كلقديسين في 29 أيلول / سبتمبر. وفي الكنيسة الأرثوذكسية يُحتفل به في 8 تشرين الثاني / نوفمبر.

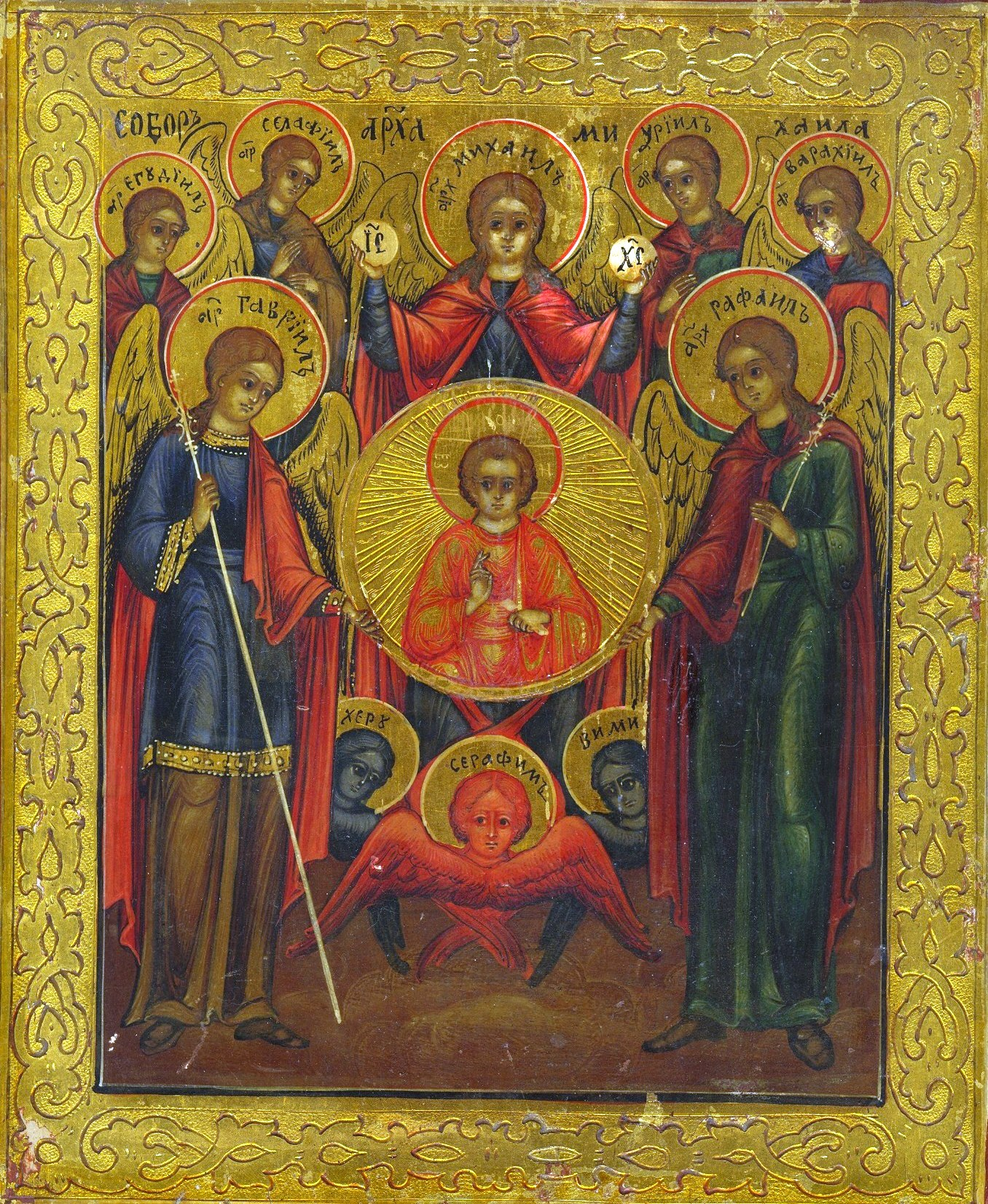
أيقونة روسية التي وفقا للتقليد الكنسي الأرثوذكسي تُصوّر سبعة رؤساء ملائكة ملتفين حول يسوع، فيما يسمى سيناكسيس.

## طبقا للكنيسة الغربية
وفقا لتقاليد الكنيسة الغربية التقليدي يوجد ثلاثة رؤساء ملائكة ميخائيل، كبرئيل وروفائيل. أحيانا يكونون أيضا أربعة بما ذلك أنانيال أو سبعة يبقا هذا طبقا لمصدر المعلومات. يعتبر الشيطان غالباً رئيس ملائكة ساقط، كان يسمى قبل سقوطه لوسيفر أو سمائيل. إلا إنه في الكتاب المقدس لا يذكر سوى ميخائيل كرئيس ملائكة في رسالة يهوذا 1:9. 

## طبقا للكنيسة الأرثوذكسية
في المسيحية الأرثوذكسية  المعترف بهم هم سبعة رؤساء الملائكة: ميخائيل، جبرائيل، رافائيل، أنانيال، سراتيال، سوريال وسداكيال. الكنيسة الشرقية الأرثوذكسية تعتقد أن هناك الآلاف من الملائكة التي لم تذكر. وبصرف النظر عن الأعياد الفردية للقديسين; يقدس كل يوم اثنين  لرؤساء الملائكة في الكنيسة الأرثوذكسية.

### إكرام الكنيسة لهم
تذكرهم الكنيسة في تسابيحها وتماجيدها التي ترفعها لله، ففي «المجمع» (و هو مجمع القديسين العذراء والملائكة والرسل والشهداء والقديسين): يقول المرتلون.. «اشفعا فينا يا رئيسا الملائكة الطاهرين ميخائيل وغبريال ليغفر لنا الرب خطايانا.. اشفعا يا رئيسا الملائكة الطاهرين رافائيل وسوريال ليغفر لنا الرب خطايانا.. اشفعوا يا رؤساء الملائكة الأطهار سداكيال وسراتيال وأنانيال، ليغفر لنا الرب خطايانا..» (كتاب الابصلمودية السنوية). تمجيد لملاك سوريال: «فلنسجد للآب والأبن والروح القدس، ونكرم سوريال الرابع في رؤساء الملائكة. جيد هو فرح سوريال نصنعه في الكنائس أكثر من فرح عرش هذا العالم الزائل. أنت أيضًا تعلم أيها الحبيب أن فرح العالم يزول. وأما فرح سوريال فيدوم إلى الأبد. اشفع فينا يا رئيس الملائكة الطاهرة سوريال المبوِّق ليغفر لنا الرب خطايانا».

## ألبوم صور

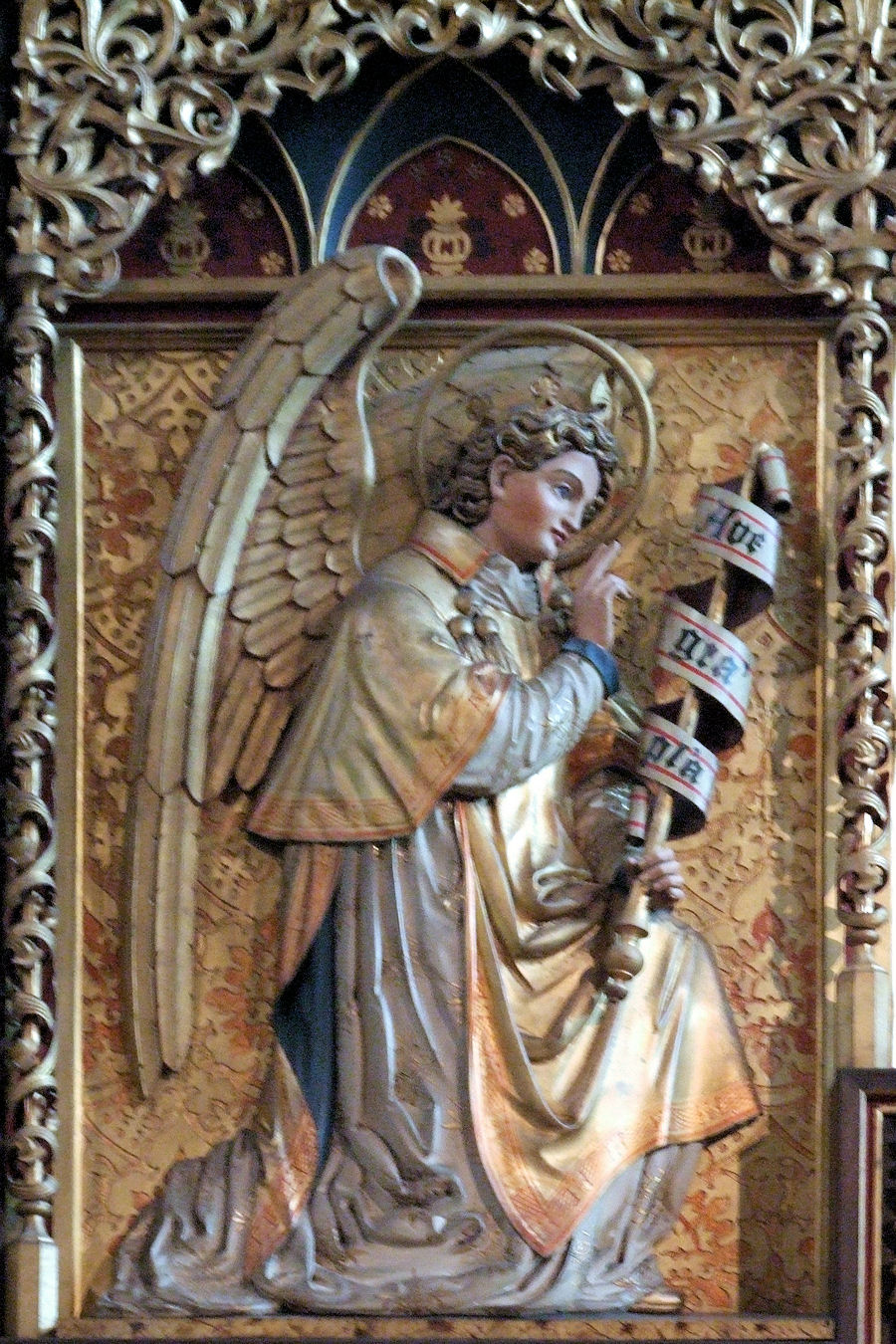
رئيس الملائكة جبرائيل
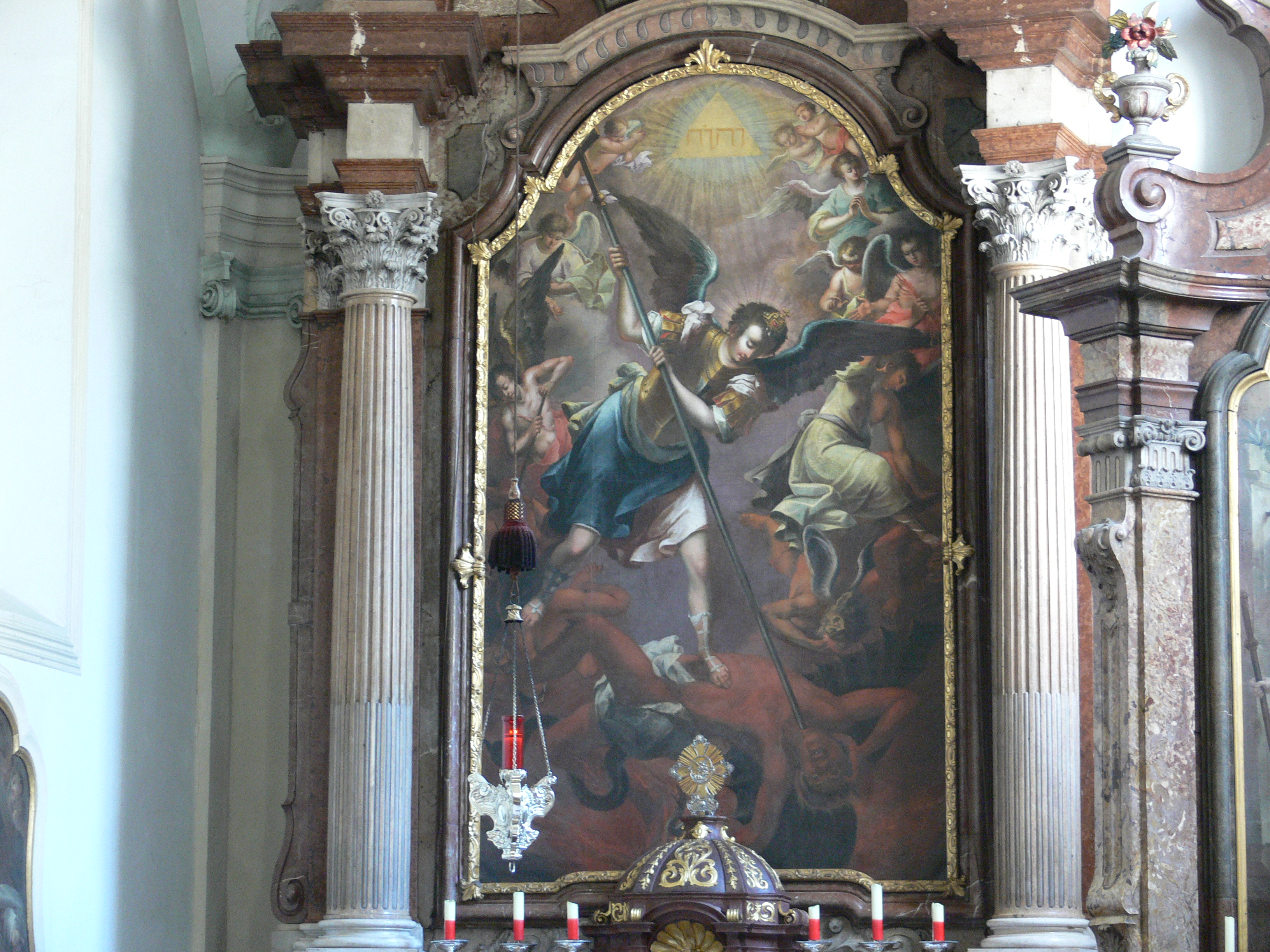
رئيس الملائكة ميخائيل
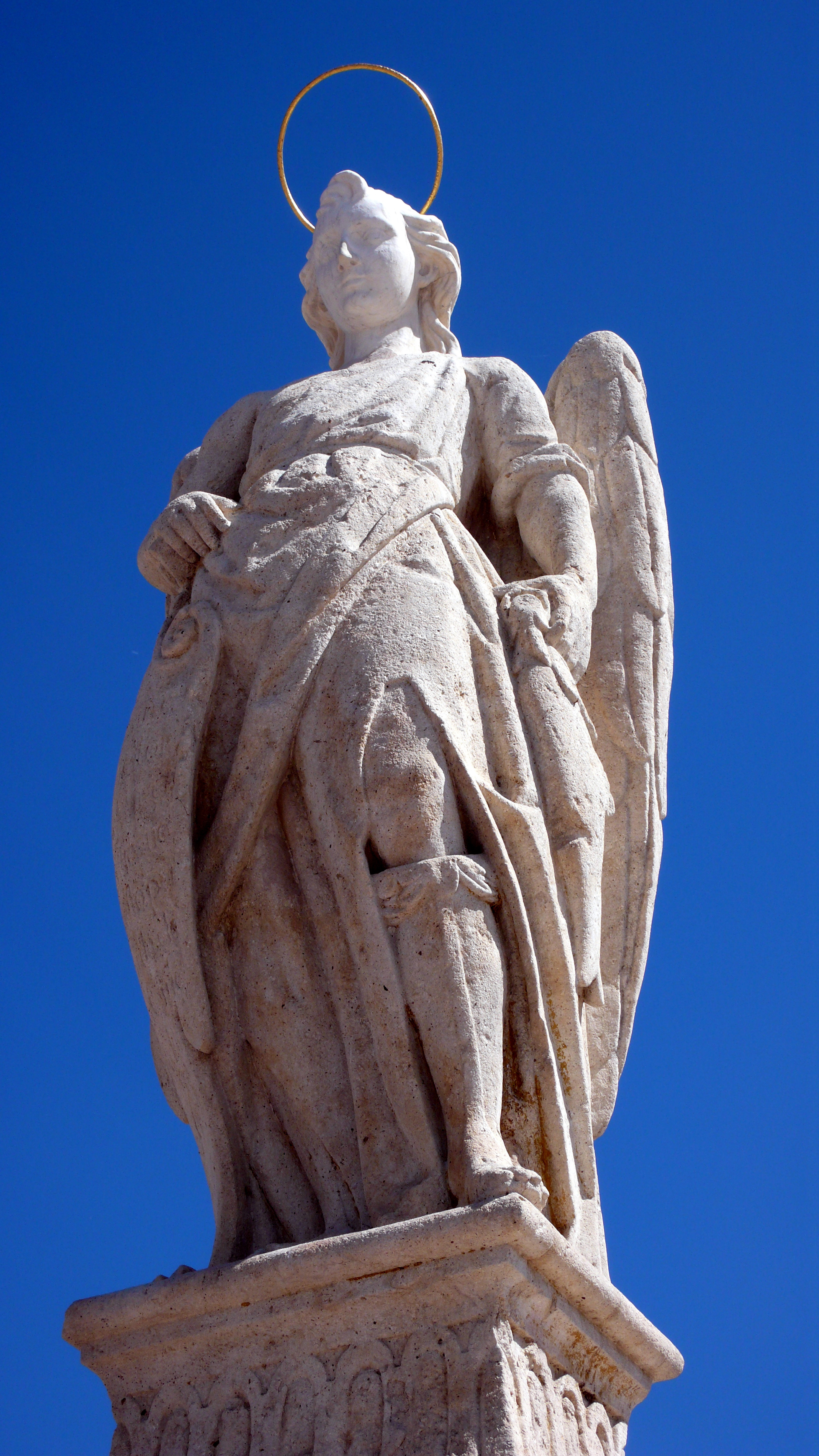
رئيس الملائكة رافائيل
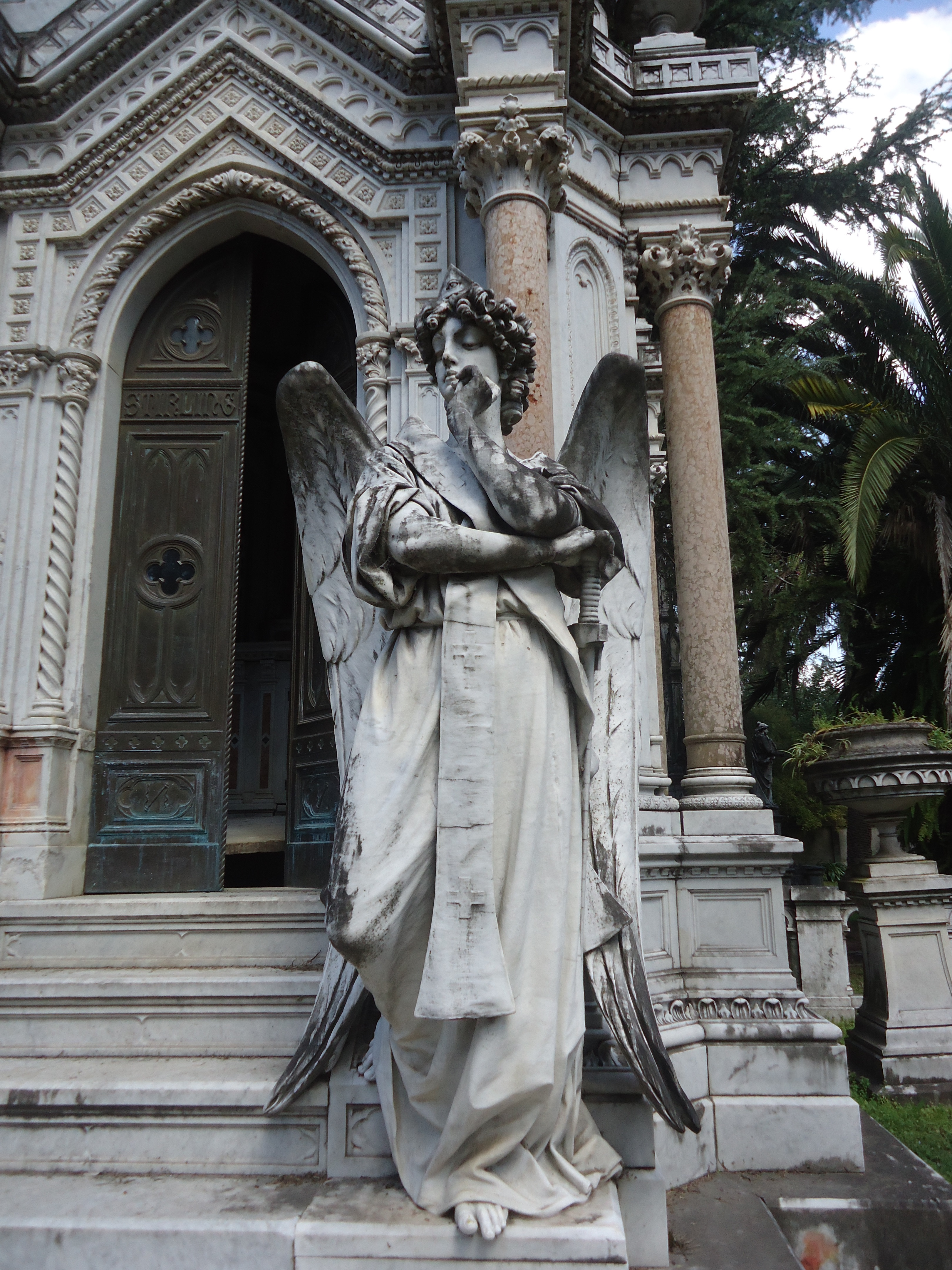
رئيس الملائكة يوريل